# Norra Vings landskommun
Norra Vings landskommun var en tidigare kommun i dåvarande Skaraborgs län.

## Administrativ historik
Kommunen inrättades i Norra Vings socken i Valle härad i Västergötland 1889 när Norra Ving, Stenum och Skärvs landskommun upplöstes.
24 februari 1899 inrättades här Axvalls municipalsamhälle.
Vid kommunreformen 1952 uppgick kommunen med municipalsamhället  i Valle landskommun som 1971 uppgick i Skara kommun.

## Politik

### Mandatfördelning i Norra Vings landskommun 1946
| 9 | 8 |

| 15 |